# 慧持
慧持（337年—412年），山西人，俗姓贾，东晋时期佛教高僧。
慧持为庐山慧远的兄弟。18岁的时候，与慧远共拜道安为师出家，后一同进入庐山。后至当时东晋首都建康，住东安寺，与琅琊王司马珣私交甚笃。当时僧伽罗叉善诵《阿含经》，司马珣请僧伽罗叉写《中阿含经》，令慧持校文。后回到庐山，讲述《法华经》、《阿毗昙论》。晋隆安三年（399年），去峨嵋山讲习，到成都龙渊寺弘法。义熙八年圆寂。
東晉南朝梁慧皎《高僧傳》記載：晉代高僧慧遠之弟慧持和尚…欲觀瞻峨眉，於晉隆安三年辭兄慧遠入蜀。在兩晉、南北朝是峨眉山佛教的創始階段，慧持大師開建了普賢寺，僧慧通、慧續開建黑水寺，明果法師將乾明道觀改為中峰寺。經過三位高僧的艱辛努力，佛教在峨眉山站穩了腳，為普賢道場弘傳奠定了堅實基礎。 